# Café St-Michel
Le Café St-Michel fut un important cabaret de Montréal dans les années 1940 et 1950 qui aura eu un impact majeur sur l'histoire du jazz de Montréal et du Canada. 
Il était situé au 770, rue de la Montagne.

## Histoire
Les années ’40 ont été la période de l’âge d’or du jazz à Montréal. C’est à l’endroit que les Montréalais ont surnommé The Corner, à l’intersection de la rue Craig (maintenant rue Saint-Antoine) et de la rue de la Montagne, que se trouve le point focal du jazz à Montréal. Les cabarets Rockhead's Paradise et le Café St-Michel y sont installés. 
Le musicien américain Louis Metcalf s'installe à Montréal en 1946 et animera le Café St-Michel pendant près de 10 ans. Il forme l'International Band, premier ensemble à jouer le nouveau style bebop à Montréal et au Canada. La célébrité de Louis Metcalf fait du Café St-Michel le centre de la communauté jazz de Montréal pendant plusieurs années. C’est la période durant laquelle Oscar Peterson devient un pianiste de jazz reconnu et Oliver Jones y commence sa carrière. Charlie Biddle y amorcera sa carrière montréalaise. Plusieurs artistes noirs de jazz y feront de nombreuses présences tels Art Pepper, Fats Navarro et Sonny Rollins qui sont invités à venir y jouer.

## Source
- Marrelli, Nancy, Stepping Out. The Golden Age of Montreal Night Clubs 1925-1955, Véhicule Press, Montréal, 2004